# Allogymnopleurus maculosus
Allogymnopleurus maculosus är en skalbaggsart som beskrevs av Macleay 1821. Allogymnopleurus maculosus ingår i släktet Allogymnopleurus och familjen bladhorningar. Inga underarter finns listade i Catalogue of Life.